# 曾以行
曾以行（Tsang Yi Hang Ellison，2003年10月27日—），香港足球運動員，司職中堅，亦可兼任左閘及防守中場，現時在索爾福德大學就讀。

## 簡歷
2021年9月，與傑志簽訂職業球員合約。
2022年3月，獲傑志安排與年輕球員陳晉一、陳傲軒同赴西班牙集訓，爭取外借到西班牙球會的機會。
2023年到英國就讀索爾福德大學，受簽證限制，只能為校隊上陣，以及到球會跟操保持狀態。
2025年7月，曾以行轉投理文，惟他會先回英國繼續學業。

## 國際賽生涯
2022年7月，曾以行首次入選香港足球代表隊，出戰EAFF E-1東亞足球錦標賽。
2023年9月，曾以行入選杭州亞運中國香港足球代表隊。港隊以第4名完成亞運之旅，是香港參加亞運歷來最佳成績。
2025年，曾以行入選香港足球代表隊，出戰第43屆省港盃，於兩回合以正選左閘上陣，儘管最終港隊失落省港盃，但曾以行兩回合之表現令球迷感到非常興奮，並評為其中一位表現出色的港隊代表。

## 外部連結
- 香港足球總會-曾以行個人資料 （页面存档备份，存于）